# Windsurf World Cup 2009
Der Windsurf World Cup 2009 begann mit dem Wave-Event in Santa Maria (Kap Verde) am 14. Februar 2009 und endete mit dem Super-Grand-Slam auf Sylt (Deutschland) am 4. Oktober 2009.

## World-Cup-Wertungen

### Wave
| Rang | Name                   | Land                   | Punkte |
| ---- | ---------------------- | ---------------------- | ------ |
| 01   | Josh Angulo            | Kap Verde              | 5921   |
| 02   | Kauli Seadi            | Brasilien              | 5641   |
| 03   | Robby Swift            | Vereinigtes Königreich | 5493   |
| 04   | Klaas Voget            | Deutschland            | 5476   |
| 05   | Thomas Traversa        | Frankreich             | 5476   |
| 06   | Víctor Fernández López | Spanien                | 5377   |
| 07   | Ricardo Campello       | Venezuela              | 5311   |
| 08   | Marcilio Browne        | Brasilien              | 5245   |
| 09   | Alex Mussolini         | Spanien                | 5162   |
| 10   | Kevin Pritchard        | Vereinigte Staaten     | 5146   |

| Rang | Name                | Land         | Punkte |
| ---- | ------------------- | ------------ | ------ |
| 01   | Daida Ruano Moreno  | Spanien      | 4167   |
| 02   | Iballa Ruano Moreno | Spanien      | 4167   |
| 03   | Karin Jaggi         | Schweiz      | 4035   |
| 04   | Nayra Alonso        | Spanien      | 4035   |
| 05   | Evi Tsape           | Griechenland | 3854   |
| 06   | Alice Arutkin       | Frankreich   | 3772   |
| 07   | Laure Treboux       | Schweiz      | 3673   |
| 08   | Fanny Aubet         | Frankreich   | 3458   |
| 09   | Junko Nagoshi       | Japan        | 1968   |
| 10   | Silvia Alba Orozco  | Spanien      | 1935   |

### Freestyle
| Rang | Name                   | Land        | Punkte |
| ---- | ---------------------- | ----------- | ------ |
| 01   | Gollito Estredo        | Venezuela   | 6201   |
| 02   | Kiri Thode             | Bonaire     | 6102   |
| 03   | Everon Frans           | Bonaire     | 6069   |
| 04   | Marcilio Browne        | Brasilien   | 5921   |
| 05   | Steven van Broeckhoven | Belgien     | 5822   |
| 06   | Elton Frans            | Bonaire     | 5789   |
| 07   | André Paskowski        | Deutschland | 5558   |
| 08   | Yegor Propretinshiy    | Russland    | 5294   |
| 09   | Leo Ray                | Frankreich  | 5179   |
| 10   | Philip Soltysiak       | Kanada      | 5014   |

| Rang | Name                      | Land        | Punkte |
| ---- | ------------------------- | ----------- | ------ |
| 01   | Sarah-Quita Offringa      | Aruba       | 4200   |
| 02   | Daida Ruano Moreno        | Spanien     | 4101   |
| 03   | Junko Nagoshi             | Japan       | 4002   |
| 04   | Yolanda Freites de Brendt | Venezuela   | 4002   |
| 05   | Nayra Alonso              | Spanien     | 3936   |
| 06   | Iballa Ruano Moreno       | Spanien     | 3870   |
| 07   | Laure Treboux             | Schweiz     | 3821   |
| 08   | Olya Raskina              | Russland    | 3722   |
| 09   | Heike Reimann             | Deutschland | 1886   |
| 10   | Silvia Alba Orozco        | Spanien     | 1869   |

### Slalom
| Rang | Name                 | Land                     | Punkte |
| ---- | -------------------- | ------------------------ | ------ |
| 01   | Antoine Albeau       | Frankreich               | 10500  |
| 02   | Finian Maynard       | Britische Jungferninseln | 10071  |
| 03   | Bjørn Dunkerbeck     | Schweiz                  | 10038  |
| 04   | Micah Buzianis       | Vereinigte Staaten       | 10038  |
| 05   | Ross Williams        | Vereinigtes Königreich   | 09939  |
| 06   | Kevin Pritchard      | Vereinigte Staaten       | 09906  |
| 07   | Cyril Moussilmani    | Frankreich               | 09906  |
| 08   | Peter Volwater       | Niederlande              | 09444  |
| 09   | Steve Allen          | Australien               | 09048  |
| 10   | Gonzalo Costa Hoevel | Argentinien              | 09015  |

| Rang | Name                        | Land          | Punkte |
| ---- | --------------------------- | ------------- | ------ |
| 01   | Valérie Arrighetti-Ghibaudo | Frankreich    | 6300   |
| 02   | Karin Jaggi                 | Schweiz       | 6135   |
| 03   | Sarah Hebert                | Neukaledonien | 6036   |
| 04   | Alice Arutkin               | Frankreich    | 5937   |
| 05   | Çağla Kubat                 | Türkei        | 5673   |
| 06   | Lena Erdil                  | Türkei        | 5541   |
| 07   | Fanny Aubet                 | Frankreich    | 3936   |
| 08   | Marta Hlavaty               | Polen         | 3771   |
| 09   | Morane Demont               | Frankreich    | 3606   |
| 10   | Marion Raïsi                | Frankreich    | 3474   |

## Podestplatzierungen Männer

### Wave
| Datum               | Ort            | 1. Platz       | 2. Platz               | 3. Platz         |
| ------------------- | -------------- | -------------- | ---------------------- | ---------------- |
| 14.02. – 21.02.2009 | Santa Maria    | Josh Angulo    | Kauli Seadi            | Kevin Pritchard  |
| 10.07. – 16.07.2009 | Pozo Izquierdo | Philip Köster  | Víctor Fernández López | Ricardo Campello |
| 25.09. – 04.10.2009 | Sylt           | Alex Mussolini | Klaas Voget            | Josh Angulo      |

### Freestyle
| Datum               | Ort           | 1. Platz        | 2. Platz     | 3. Platz        |
| ------------------- | ------------- | --------------- | ------------ | --------------- |
| 30.06. – 04.07.2009 | Costa Teguise | Gollito Estredo | Kiri Thode   | Antxon Otaegui  |
| 22.07. – 01.08.2009 | Costa Calma   | Gollito Estredo | Everon Frans | Marcilio Browne |
| 25.09. – 04.10.2009 | Sylt          | Elton Frans     | Kiri Thode   | Everon Frans    |

### Slalom
| Datum               | Ort                | 1. Platz       | 2. Platz         | 3. Platz             |
| ------------------- | ------------------ | -------------- | ---------------- | -------------------- |
| 05.05. – 10.05.2009 | Podersdorf         | Ross Williams  | Antoine Albeau   | Gonzalo Costa Hoevel |
| 16.05. – 22.05.2009 | Ulsan              | Antoine Albeau | Micah Buzianis   | Bjørn Dunkerbeck     |
| 09.06. – 14.06.2009 | Sant Pere Pescador | Antoine Albeau | Ross Williams    | Steve Allen          |
| 10.07. – 16.07.2009 | Pozo Izquierdo     | Antoine Albeau | Kevin Pritchard  | Cyril Moussilmani    |
| 22.07. – 01.08.2009 | Costa Calma        | Antoine Albeau | Finian Maynard   | Kevin Pritchard      |
| 10.08. – 15.08.2009 | Alaçatı            | Antoine Albeau | Finian Maynard   | Bjørn Dunkerbeck     |
| 25.09. – 04.10.2009 | Sylt               | Antoine Albeau | Bjørn Dunkerbeck | Cyril Moussilmani    |

## Podestplatzierungen Frauen

### Wave
| Datum               | Ort            | 1. Platz            | 2. Platz            | 3. Platz     |
| ------------------- | -------------- | ------------------- | ------------------- | ------------ |
| 10.07. – 16.07.2009 | Pozo Izquierdo | Daida Ruano Moreno  | Iballa Ruano Moreno | Karin Jaggi  |
| 25.09. – 04.10.2009 | Sylt           | Iballa Ruano Moreno | Daida Ruano Moreno  | Nayra Alonso |

### Freestyle
| Datum               | Ort           | 1. Platz             | 2. Platz           | 3. Platz                  |
| ------------------- | ------------- | -------------------- | ------------------ | ------------------------- |
| 30.06. – 04.07.2009 | Costa Teguise | Sarah-Quita Offringa | Junko Nagoshi      | Daida Ruano Moreno        |
| 22.07. – 01.08.2009 | Costa Calma   | Sarah-Quita Offringa | Daida Ruano Moreno | Yolanda Freites de Brendt |

### Slalom
| Datum               | Ort                | 1. Platz                    | 2. Platz             | 3. Platz      |
| ------------------- | ------------------ | --------------------------- | -------------------- | ------------- |
| 16.05. – 22.05.2009 | Ulsan              | Valérie Arrighetti-Ghibaudo | Karin Jaggi          | Alice Arutkin |
| 09.06. – 14.06.2009 | Sant Pere Pescador | Valérie Arrighetti-Ghibaudo | Karin Jaggi          | Marta Hlavaty |
| 10.08. – 15.08.2009 | Alaçatı            | Valérie Arrighetti-Ghibaudo | Sarah-Quita Offringa | Sarah Hebert  |

## Konstrukteurscup
| Rang | Firma        | Punkte |
| ---- | ------------ | ------ |
| 01   | Starboard    | 128    |
| 02   | JP Australia | 127    |
| 03   | Fanatic      | 65,5   |
| 04   | Tabou        | 62     |
| 05   | F2           | 47     |

| Rang | Firma       | Punkte |
| ---- | ----------- | ------ |
| 01   | Neil Pryde  | 169,5  |
| 02   | Gaastra     | 96     |
| 03   | North Sails | 91,5   |
| 04   | Maui Sails  | 61     |
| 05   | Severne     | 47,5   |

| Rang | Firma       | Punkte |
| ---- | ----------- | ------ |
| 01   | Neil Pryde  | 169,5  |
| 02   | Gaastra     | 96     |
| 03   | North Sails | 91,5   |
| 04   | Maui Sails  | 61     |
| 05   | Severne     | 47,5   |